# سید جعفر موسوی
سید جعفر موسوی سیاستمدار ایرانی است.
وی با تصویب هیأت دولت اصلاحات و ریاست جمهوری سید محمد خاتمی در سال ۱۳۷۶ به استانداری اصفهان منصوب شده است. موسوی قبل از آن استانداری زنجان را نیز در کارنامه خود داشته است.
موسوی متولد محله جروکان در بلوک ماربین اصفهان (- خمینی شهر فعلی )است.